# 磷光有机电激发光二极管
磷光有機電激發光二極體（英語：Phosphorescent organic light-emitting diode，簡稱PHOLED），OLED的發光模式之一，近年來隨著PHOLED的蓬勃發展，目前許多學術研究單位積極研發的對象。
荧光与磷光為OLED在激活状态下的兩種發光方式。磷光是由電子與電洞經過電洞傳輸層與電子傳輸層後，再結合成三重態到基態，即是以磷光形式的“激發光子”回歸到基態，釋放出的能量會以綠色光的形式出現，形成PHOLED的發光現象。
PHOLED 具有高亮度及效率，有较长的生命期，内部量子效率接近100%，大量降低顯示器的功耗。與磷光材質相比，摻雜螢光材質的面板電光轉化效率只有25%，因此磷光材質在平面顯示器應用上極具潛力。